# 간기면
간기면 또는 판권면은 책의 저작권과 발행일 쇄 판 등을 적은 페이지이다.
정식출판물에는 절대로 생략할 수 없는 내용으로 따로 한페이지를 할애하지 못하더라도 내용은 반드시 표기해야 한다.
보통 책의 두 번째 쪽 또는 마지막 쪽을 간기면으로 사용한다.
저작권자, 발행인, 발행처 인쇄일, 발행일, 해당 책의 판과 쇄, 발행처의 주소, 연락처, 등록번호 ISBN을 표시한다.
위 항목은 간기면에 필수적인 항목이다.
그 외에 출판사에 따라 편집자의 이름을 넣기도 하고 해당 책의 초판부터 현재 판 쇄의 발행일을 모두 적기도 한다.

## 같이 보기
- 판권장